# Trombi.com
Trombi.com est un service de réseautage social créé en 2000 par André Pitié. Ce site internet aide ses inscrits à trouver et rester en contact avec leurs amis de l'école maternelle, primaire, du collège, du lycée et de l'enseignement supérieur en France. Plus de 10 millions de personnes sont inscrites sur Trombi.com en France. 
Selon Comscore, Trombi.com est le cinquième réseau social français le plus visité quant au nombre visiteurs uniques mensuels (France home, work) parmi les réseaux sociaux français.
Selon WEBINFO France citant les données de Nielsen Netratings, Trombi.com fait partie des 10 premiers réseaux sociaux français les plus visités avec 3 899 000 visiteurs uniques mensuels et un taux de couverture de 11,96 % et est le 83e site le plus visité en France (Nielsen Netratings, octobre 2008).
En janvier 2010, l'IFOP  indique que 19 % des français connectés à Internet sont inscrits sur Trombi.com, faisant de ce site le 4e plus gros réseau social français.
En juillet 2006, Classmates.com (filiale réseaux sociaux de United Online, fournisseur de services internet côté au NASDAQ) a acquis Trombi.com.

## Modèle économique
L'inscription à Trombi.com est gratuite. Cependant, certaines fonctionnalités du site sont réservées aux membres premium, telle la messagerie interne qui permet aux membres de communiquer entre eux. Les revenus liés à ces services premium permettent de financer les frais liés au service client, à l'hébergement, à l'amélioration des fonctionnalités du site et à la publicité.

## Démographie
Si on le compare aux autres réseaux sociaux, Trombi.com est utilisé par une cible plus âgée[réf. nécessaire] que la moyenne des utilisateurs de réseaux sociaux :
- Moins de 18 ans : 1 %
- 18-24 ans : 9 %
- 25-34 ans : 28 %
- 35-49 ans : 44 %
- plus de 50 ans : 18 %
- Femmes : 41 %
- Hommes : 59 %

## Langues et pays
Trombi.com étant filiale de Classmates.com, le service est également disponible dans d'autres pays mais porte un nom différent :
- Classmates.com aux États-Unis et au Canada (en anglais)
- Stayfriends.de en Allemagne (en allemand)
- Stayfriends.at en Autriche (en allemand)
- Stayfriends.se en Suède (en suédois)